# Jackie Varra
Jackie Varra (New Orleans, 1902 - ?) was een Amerikaanse jazz-trombonist en tubaïst. Ook speelde hij tenorhoorn en eufonium.
Varra, een muzikant met Italiaanse wortels, speelde kort bij Buddy Bolden. Voordat hij met de band optrad moest de blanke Varra zijn gezicht altijd zwart maken. Met zijn bijna atonale improvisaties was zijn spel nogal wild voor die tijd en hij kon noch in de Chicago-jazz als de swing emplooi vinden. Hij was mogelijk een bron van invloed voor de pianist Thelonious Monk, met wie hij bevriend was en toen de free jazz in de jaren zestig opgang deed, werd hij eindelijk gewaardeerd. Hij speelde met Albert Ayler, daarna verdween hij 29 jaar in een trappistenklooster. Toen hij 96 was, trad hij op als zanger in een etablissement in München.